# Pedro Roberto Silva Botelho
Pedro Roberto da Silva Botelho, född 14 december 1989 i Salvador, är en brasiliansk fotbollsspelare som spelar för Rio Branco. 
Han spelar främst som vänsterback, men kan även spela som mittfältare.

## Karriär
I november 2019 värvades Botelho av Rio Branco.